# Physoceras rotundifolium
Physoceras rotundifolium là một loài thực vật có hoa trong họ Lan. Loài này được H.Perrier miêu tả khoa học đầu tiên năm 1951.